# Chip-Bauform

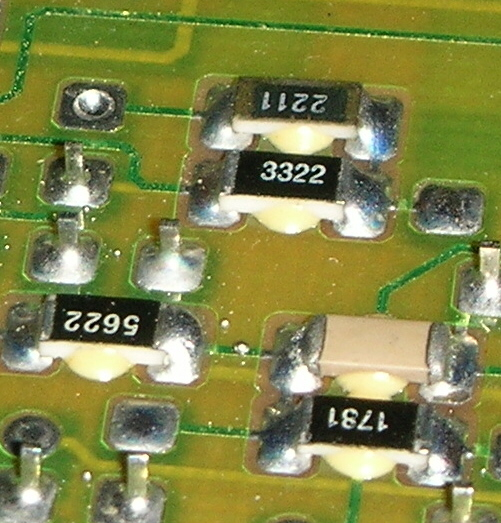
SMD-Bauelemente in Chip-Bauform

Die Chip-Bauform ist eine rechteckige Bauform für elektronische Bauteile, meist Widerstände oder Kondensatoren, die zur Gruppe der Surface Mounted Devices gehören. Die Bezeichnung der Bauformen besteht fast immer aus vier Ziffern. Die ersten beiden geben die Gehäusegröße zwischen den beiden Anschlüssen, die letzten beiden die Größe des Bauteils an einer Anschlussseite an. Die Einheit ist dabei häufig 1⁄100 Zoll (=10 mil = 0,254 mm) an. Alternativ geben einige Hersteller (z. B. Susumo, TDK, GTLight) die Abmessungen stattdessen in Einheiten von 1⁄10 mm an. Diejenige Seite, an welcher sich die metallenen Anschlusskappen befinden, ist meist die kürzere Seite (Breitseite; siehe Bilder). Bei einem 1812-Bauteil sind daher die Anschlüsse an der kürzeren, bei einem 1218-Bauteil jedoch an der längeren Seite (beide Bauteile sind jedoch gleich groß). Chip-Bauteile werden in elektronischen Geräten in großer Stückzahl verwendet. Aufgrund ihres geringen Preises und der leichten Verarbeitbarkeit sowie der geringen Größe werden sie im Fachjargon auch als „Hühner-“ oder „Vogelfutter“ bezeichnet.
Die 2015 kleinste Bauform ist 03015m (metrisch, also 0,3 mm × 0,15 mm). Um solch extrem kleine Bauteile bestücken zu können, müssen jedoch Siebe und Paste speziell dafür angepasst werden.

## Verpackung und Verarbeitung
Da die Bauteile sehr klein sind und in der Regel größere Stückzahlen benötigt werden, werden sie in Gurten aus Karton oder Kunststoff verpackt. In den Gurten befinden sich Taschen, in welchen die Bauteile liegen, die Oberseite der Tasche ist durch eine Folie verschlossen, welche abgezogen werden kann, um das Bauteil zu entnehmen. Die Gurte selbst werden auf einer Rolle aufgewickelt. Auf zumindest einer Seite hat die Rolle in regelmäßigen Abständen Löcher, mit denen der Gurt vom Bestückungsautomaten bewegt werden kann. Das Ganze ähnelt Filmen auf einer Filmrolle.
Die Rollen werden auf spezielle Feeder gerüstet, welche in die Bestückungsautomaten eingesteckt werden. Diese entnehmen dann je ein Bauteil mit einer Vakuumpinzette und setzen es auf der Baugruppe ab (pick and place).
Es gibt Rollen mit unterschiedlichen Stückzahlen, beispielsweise 2500, 5000, 10000 oder 15000 Stück.
| Baugröße Code (inch) nach EIA-Standard | Länge in mm  | Breite in mm | Länge in Zoll  | Breite in Zoll |
| -------------------------------------- | ------------ | ------------ | -------------- | -------------- |
| 01005                                  | 0,4          | 0,2          | 0,016 ± 0,0008 | 0,008 ± 0,0008 |
| 0201                                   | 0,6          | 0,3          | 0,024 ± 0,002  | 0,012 ± 0,001  |
| 0402                                   | 1,02 ± 0,10  | 0,50 ± 0,10  | 0,040 ± 0,004  | 0,020 ± 0,004  |
| 0504                                   | 1,27 ± 0,15  | 1,02 ± 0,15  | 0,050 ± 0,006  | 0,040 ± 0,004  |
| 0603                                   | 1,60 ± 0,10  | 0,80 ± 0,10  | 0,063 ± 0,004  | 0,031 ± 0,004  |
| 0805                                   | 2,00 ± 0,15  | 1,25 ± 0,15  | 0,079 ± 0,006  | 0,050 ± 0,006  |
| 0907                                   | 2,29 ± 0,20  | 1,78 ± 0,20  | 0,090 ± 0,008  | 0,070 ± 0,008  |
| 1008                                   | 2,50 ± 0,15  | 2,00 ± 0,15  | 0,098 ± 0,006  | 0,078 ± 0,006  |
| 1206                                   | 3,20 ± 0,15  | 1,60 ± 0,15  | 0,126 ± 0,006  | 0,063 ± 0,006  |
| 1210                                   | 3,20 ± 0,15  | 2,50 ± 0,15  | 0,126 ± 0,006  | 0,098 ± 0,006  |
| 1411                                   | 3,50 ± 0,20  | 2,80 ± 0,20  | 0,138 ± 0,008  | 0,110 ± 0,008  |
| 1515                                   | 3,81 ± 0,38  | 3,81 ± 0,38  | 0,150 ± 0,015  | 0,150 ± 0,015  |
| 1608                                   | 4,00 ± 0,20  | 2,00 ± 0,20  | 0,157 ± 0,008  | 0,078 ± 0,008  |
| 1812                                   | 4,60 ± 0,20  | 3,20 ± 0,20  | 0,181 ± 0,008  | 0,126 ± 0,008  |
| 1825                                   | 4,60 ± 0,20  | 6,30 ± 0,20  | 0,181 ± 0,008  | 0,248 ± 0,008  |
| 2010                                   | 5,08 ± 0,13  | 2,54 ± 0,08  | 0,200 ± 0,005  | 0,100 ± 0,003  |
| 2220                                   | 5,70 ± 0,20  | 5,00 ± 0,20  | 0,224 ± 0,008  | 0,197 ± 0,008  |
| 2312                                   | 6,00 ± 0,20  | 3,20 ± 0,20  | 0,236 ± 0,008  | 0,126 ± 0,008  |
| 2512                                   | 6,35 ± 0,13  | 3,20 ± 0,08  | 0,250 ± 0,005  | 0,126 ± 0,003  |
| 2515                                   | 6,30 ± 0,20  | 3,81 ± 0,20  | 0,248 ± 0,008  | 0,150 ± 0,008  |
| 2716                                   | 7,00 ± 0,20  | 4,00 ± 0,20  | 0,275 ± 0,008  | 0,157 ± 0,008  |
| 2824                                   | 7,20 ± 0,20  | 6,10 ± 0,20  | 0,283 ± 0,008  | 0,240 ± 0,008  |
| 2917                                   | 7,30 ± 0,20  | 4,30 ± 0,20  | 0,287 ± 0,008  | 0,170 ± 0,008  |
| 2920                                   | 7,30 ± 0,20  | 5,00 ± 0,30  | 0,287 ± 0,008  | 0,197 ± 0,012  |
| 3111                                   | 8,00 ± 0,20  | 2,80 ± 0,20  | 0,315 ± 0,008  | 0,110 ± 0,008  |
| 3931                                   | 10,00 ± 0,20 | 8,00 ± 0,20  | 0,394 ± 0,008  | 0,315 ± 0,008  |
| 4018                                   | 10,16 ± 0,20 | 4,60 ± 0,20  | 0,400 ± 0,008  | 0,181 ± 0,008  |
| 4040                                   | 10,2 ± 0,50  | 10,2 ± 0,50  | 0,400 ± 0,020  | 0,400 ± 0,020  |
| 4320                                   | 11,00 ± 0,20 | 5,00 ± 0,20  | 0,433 ± 0,008  | 0,197 ± 0,008  |
| 4335                                   | 11,00 ± 0,20 | 9,00 ± 0,20  | 0,433 ± 0,008  | 0,352 ± 0,008  |
| 4349                                   | 11,00 ± 0,20 | 12,50 ± 0,20 | 0,433 ± 0,008  | 0,492 ± 0,008  |
| 4424                                   | 11,10 ± 0,81 | 6,10 ± 0,40  | 0,435 ± 0,032  | 0,240 ± 0,015  |
| 4527                                   | 11,50 ± 0,20 | 7,00 ± 0,20  | 0,455 ± 0,008  | 0,275 ± 0,008  |
| 4540                                   | 11,4 ± 0,58  | 10,2 ± 0,50  | 0,450 ± 0,023  | 0,400 ± 0,020  |
| 4723                                   | 12,00 ± 0,20 | 6,00 ± 0,20  | 0,472 ± 0,008  | 0,236 ± 0,008  |
| 4825                                   | 12,20 ± 0,20 | 6,35 ± 0,20  | 0,480 ± 0,008  | 0,250 ± 0,008  |
| 5550                                   | 14,00 ± 0,71 | 12,70 ± 0,63 | 0,550 ± 0,028  | 0,500 ± 0,025  |
| 5727                                   | 14,40 ± 0,20 | 7,00 ± 0,20  | 0,567 ± 0,008  | 0,275 ± 0,008  |
| 6145                                   | 15,50 ± 0,20 | 11,50 ± 0,20 | 0,610 ± 0,008  | 0,455 ± 0,008  |
| 6561                                   | 16,50 ± 0,20 | 15,50 ± 0,20 | 0,651 ± 0,008  | 0,610 ± 0,008  |
| 7565                                   | 19,10 ± 0,96 | 16,50 ± 0,83 | 0,750 ± 0,038  | 0,650 ± 0,033  |

Die Höhe der Bauteile ist nicht standardisiert, bei Widerständen ist sie jedoch meist gleich, während sie bei Kondensatoren je nach Hersteller, Kapazität und Spannungsfestigkeit stark schwanken kann.

## Verarbeitung
SMD-Bauteile sind für die Automatenbestückung vorgesehen, können aber auch, z. B. durch Heissluftlöten mit einem Handgerät, manuell verarbeitet werden.
Bis hinunter zur Baugröße 0402 ist das Schwalllöten möglich. Dazu müssen die Bauelemente beim Bestücken festgeklebt werden, wie im Foto zu sehen. Es ist kostengünstig vor allem bei Mischbestückung.
Kleinere Baugrößen verlangen das Reflow-Löten. Klebepunkte sind dann nur bei doppelseitiger SMD-Bestückung vonnöten, oder aber der Platinenentwurf und Lötprozess sind so gestaltet, dass die unterseitigen Bauelemente nicht herunterfallen.

## Beleg
1. ↑  Uwe Schäfer: 03015-Expertise im Schablonendruck, 24. Aug. 2015